# Húsar

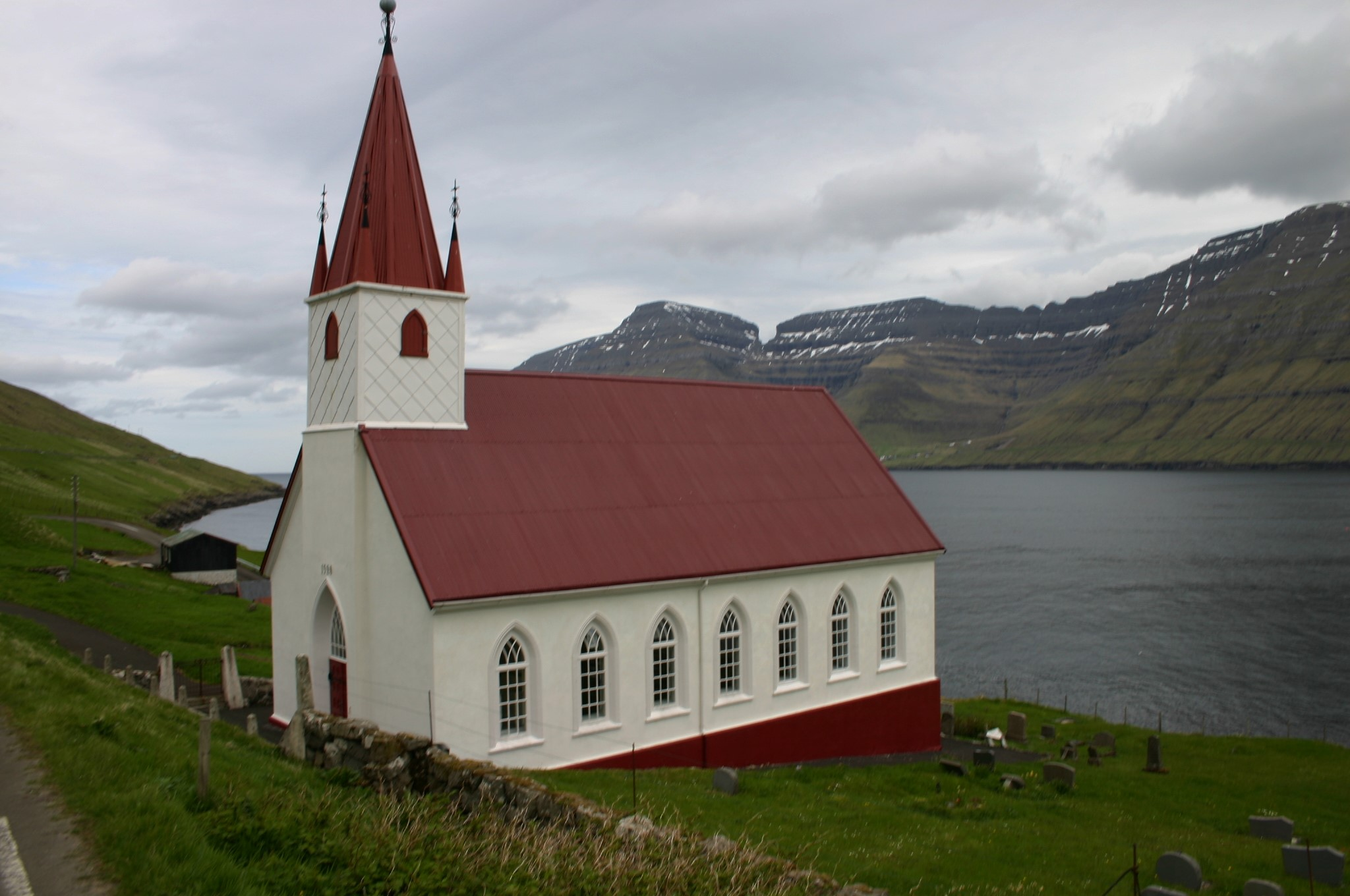
Kirche von Húsar

Húsar [ˈhʉusaɹ] (dänischer Name: Husum) ist ein Ort der Färöer auf der Nordinsel Kalsoy. Der Ort Húsar liegt an der Ostküste der Insel und ist ihr ältester Ort. Im September 2016 lebten in Húsar 37 Einwohner. Die Postleitzahl lautet FO-796.
Erstmals in schriftlichen Dokumenten erscheint der Ort um 1350 bis 1400 im sogenannten Hundebrief, zusammen mit dem weiter nördlich gelegenen Dorf Mikladalur. Die heutige Steinkirche wurde 1920 errichtet. Durch die zwei- bis dreimal täglich verkehrende kleine Autofähre „M/F Sam“, die Syðradalur anläuft (Fährverbindung 56 Klaksvík - Syðradalur) ist Húsar mit dem regionalen Zentrum Klaksvík auf Borðoy verbunden. Die Buslinie 506, die zwischen Syðradalur und Trøllanes verkehrt, hält mehrmals täglich in Húsar.

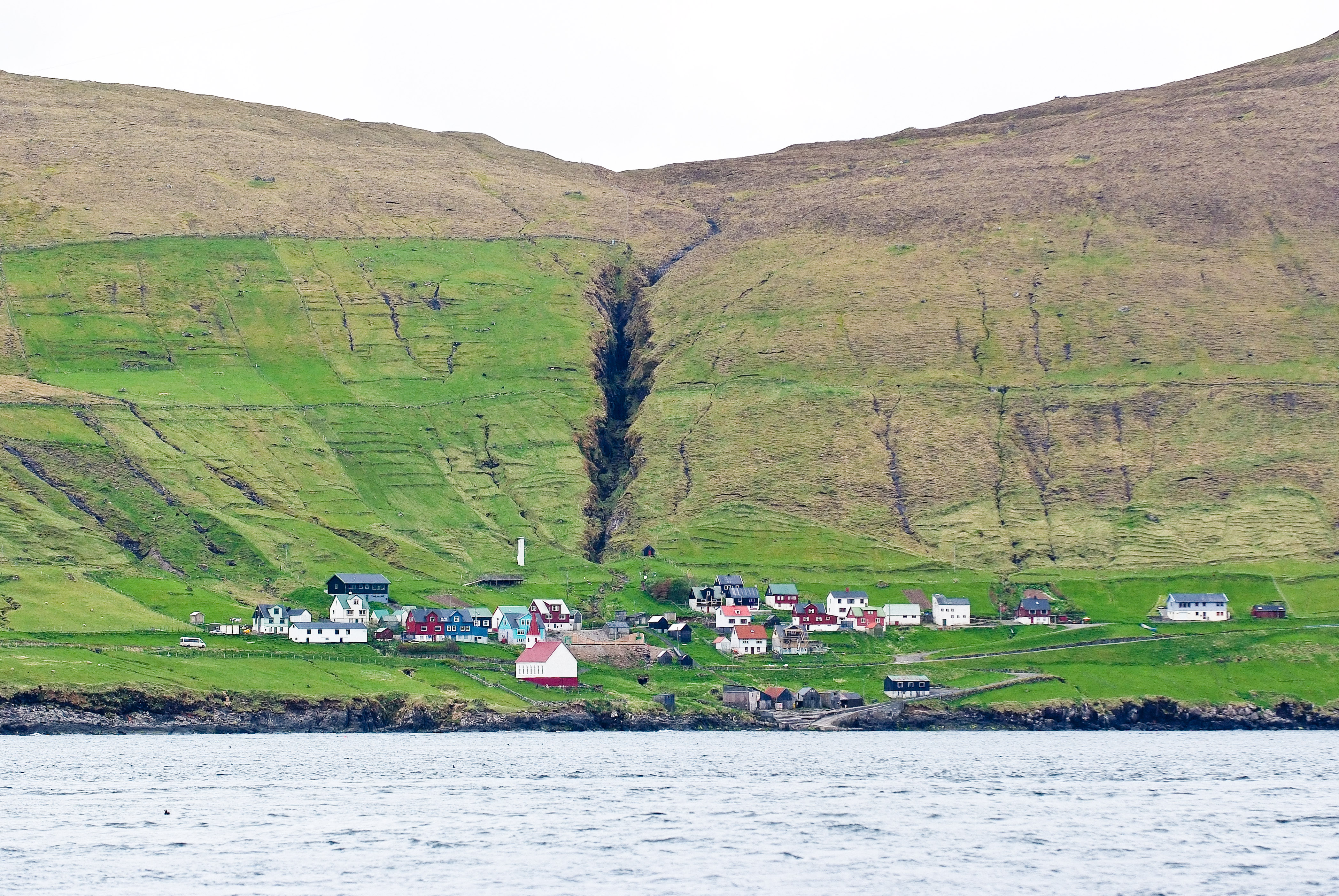
Húsar

Seit 2017 ist der Ort wie der Rest der Insel Kalsoy Teil der färöischen Gemeinde Klaksvík (Klaksvíkar kommuna). Bereits 2012 und erneut 2015 wurde im Gemeinderat über die Zusammenlegung mit der Gemeinde Klaksvík beraten. Anfang 2016 wurde der Zusammenlegung mit der Gemeinde Klaksvík auch im dortigen Stadtrat zugestimmt und wurde am 1. Januar 2017 umgesetzt.
Letzter Bürgermeister der ehemals selbstständigen Gemeinde Húsar war von 2012 bis 2016 Magni Garðalíð vom Fólkaflokkurin, der schon zwischen 2005 und 2008 diese Aufgabe ausgeführt hat.

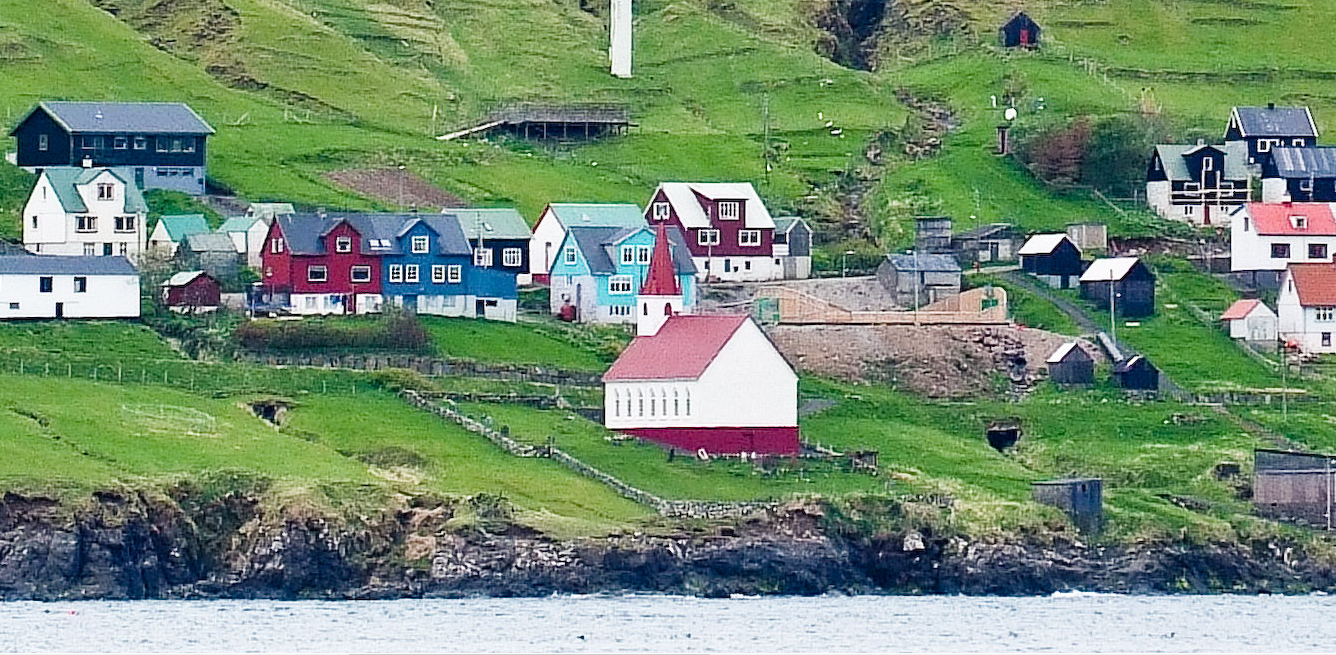
Kirche und Dorf Húsar auf Kalsoy.

## Schnelles Internet auf dem Dorf
Im Herbst 2016 wurde bekannt, dass Føroya Tele die Gemeinde Húsar und drei Ortsteile von Klaksvík, darunter die Stadtmitte, für die Erprobung von Hochgeschwindigkeitsinternet mit neuartigen Glasfaserleitungen ausgewählt hat.